# Gare de Montigny-en-Ostrevent
Pour les articles homonymes, voir Gare de Montigny.
La gare de Montigny-en-Ostrevent est une gare ferroviaire française de la ligne de Douai à Blanc-Misseron, située sur le territoire de la commune de Montigny-en-Ostrevent dans le département du Nord, en région Hauts-de-France.
C'est une gare de la Société nationale des chemins de fer français (SNCF) desservie par des trains TER Hauts-de-France.

## Situation ferroviaire
Établie à 26 mètres d'altitude, la gare de Montigny-en-Ostrevent est située au point kilométrique (PK) 222,890 de la ligne de Douai à Blanc-Misseron, entre les gares de Douai et de Somain. 

## Service des voyageurs

### Accueil
Gare SNCF, elle dispose d'un bâtiment voyageurs, avec guichet, ouvert du lundi au vendredi et fermé les samedis, dimanches et jours fériés. Elle est équipée d'automates pour l'achat de titres de transport.

### Desserte
Montigny-en-Ostrevent est desservie par des trains TER Hauts-de-France, qui effectuent des missions entre les gares de Lille-Flandres et de Saint-Quentin, ou de Douai et de Valenciennes.

### Intermodalité
Un parking pour les véhicules y est aménagé.
La gare est desservie par les lignes 3, 12 et 108 du réseau urbain Évéole.